# Sears 10 HP
Der Sears 10 HP ist ein Personenkraftwagen. Hersteller war Sears Motor Car Works aus den USA.

## Beschreibung
Es war das erste Modell des Herstellers und wurde von 1908 bis 1909 angeboten. Besonderheit war der Vertrieb über den Versandhandel.
Es ist ein Highwheeler mit Vollgummireifen. Der Zweizylindermotor ist ein Boxermotor. 4,0625 Zoll (103,1875 mm) Bohrung und 4 Zoll (101,6 mm) Hub ergeben 1699 cm³ Hubraum. Der Motor leistet 10 PS.
Der Motor ist unter der Sitzbank eingebaut. Er treibt über ein Friktionsgetriebe und zwei Ketten die Hinterräder an. Einzige angebotene Karosseriebauform war ein Runabout mit zwei Sitzen. Der Neupreis betrug 395 US-Dollar.
Das Fahrgestell hat 1829 mm Radstand. Außerdem sind 1422 mm Spurweite und 454 kg Leergewicht angegeben.
Insgesamt entstanden zwischen 1908 und 1912 etwa 3500 Fahrzeuge vom 10 HP und dem Nachfolger 14 HP. Eine andere Quelle meint, es waren 600 Fahrzeuge dieses Typs.